# Santa Susana
Santa Susana è un census-designated place (CDP) degli Stati Uniti d'America, situato nello stato della California, nella contea di Ventura.